# Радов, Александр Георгиевич
Алекса́ндр Гео́ргиевич Ра́дов (Вельш) (23 июля 1940, Ленинград — 16 апреля 2020, Москва) — советский и российский кинорежиссёр, сценарист, продюсер, журналист. Академик Международной академии телевидения и радио, член Союза писателей.

## Биография
Родился 23 июля 1940 года в Ленинграде. Сын писателя и сценариста Георгия Георгиевича Радова (Вельша) (1915—1975). Сводный младший брат (по отцу) — писатель Егор Радов (1962—2009), после смерти брата организовывал прощание с ним в Доме журналистов, вёл гражданскую панихиду.
Окончил Московский автомеханический институт (1963) по специальности «инженер-механик» и аспирантуру Новосибирского государственного университета (1970) по специальности «прикладная социология». Успешно защитил кандидатскую диссертацию. До 1980 года работал старшим научным сотрудником в Институте системных исследований АН СССР.
С 1977 года по 1981 год Александр Радов работал на Центральном телевидении ведущим авторского цикла «Суть дела». С 1991 года по 1996 год — политическим обозревателем на ВГТРК, ведущим авторских циклов «Предпринимательство в России: быть или не быть?», «Консилиум», «Третье сословие», «Коррупция», «Зал ожидания» и др. Работал в таких изданиях, как «Литературная газета», «Комсомольская правда», журнал «Огонёк». Руководил студией «Нота Бене».
С 1996 года организовал независимые производящие телекомпании АНО «Всемирное русское телевидение» и телекомпанию «Жизнь». В 2002 году совместно с супругой — сценаристом и режиссёром Ириной Васильевой создал ООО «Студия „Фишка-фильм“».
Занимался продюсированием фильмов для телеканалов РТР, «Культура» и был продюсером нескольких документальных лент и телепрограмм. В последние годы Александр Георгиевич много сотрудничал с каналом «Культура», где шли его телециклы «Портреты эпохи», «Соблазнённые страной Советов», «Авантюристы XX века», «Больше, чем любовь».
Автор шести книг.
Скончался 16 апреля 2020 года в Москве, на 80-м году жизни, от осложнений, вызванных коронавирусной инфекцией. Похоронен на Ваганьковском кладбище.

## Фильмография

### Продюсер
- 2003 — д/ф «Французский сон»
- 2005 — д/ф «Под открытым небом»
- 2008 — д/ф «Головная боль господина Люмьера»
- 2009 — д/ф «Нюрнберг, которого не было»
- 2013 — мини-сериал, д/ф «Александр Журбин: Попытка автопортрета»
- 2013 — д/ф, к/ф «Ку-ку или Две беды»
- 2013 — д/ф «Борис Мессерер. Монолог свободного художника»
- 2015 — д/ф «Брат мой Каин»
- 2016 — д/ф «Учебник счастья»
- 2017 — д/ф «Успех безнадежного дела»
- 2019 — д/ф «О Кире украдкой»

Цикл передач «Больше, чем любовь». На официальном youtube-канале телеканала «Культура» размещено свыше 250 фильмов из этого цикла. Ниже дан выборочный список.
- 2004 — д/ф «Олег и Лиза Даль | Олег и Лиза»
- 2006 — д/ф «Александр Володин | Печальный марафон»
- 2006 — д/ф «Василий Меркурьев и Ирина Мейерхольд»
- 2007 — д/ф «Юрий Визбор и Ада Якушева»
- 2008 — д/ф «Абрам да Марья | 127 писем о любви»
- 2008 — д/ф «Георгий Бурков и Татьяна Ухарова | Какими судьбами?»
- 2008 — д/ф «Леонид Утесов и Елена Ленская (Голдина) | Неизвестный Утесов»
- 2009 — д/ф «Ляля Чёрная | Михаил Яншин, Николай Хмелев и Ляля Чёрная»
- 2010 — д/ф «Александр Грибоедов и Нина Чавчавадзе»
- 2010 — д/ф «Герман и Кармалита»
- 2010 — д/ф «Нана Джорджадзе и Ираклий Квирикадзе | Нана+Ираклий=Кино»
- 2010 — д/ф «Станислав Ростоцкий и Нина Меньшикова»
- 2011 — д/ф «Александр Митта и Лиля Майорова | Наказание праздником»
- 2011 — д/ф «Борис Слуцкий и Татьяна Дашковская»
- 2011 — д/ф «Круги Вацлава Нижинского. Последний танец»
- 2011 — д/ф «Михаил Ларионов и Наталья Гончарова | Ларионов и Гончарова»
- 2011 — д/ф «Фазиль Искандер и Антонина Хлебникова | Фазиль и Антонина»
- 2012 — д/ф «Владимир Мотыль и Людмила Подаруева»
- 2012 — д/ф «Владимир Мартынов и Татьяна Гринденко»
- 2013 — д/ф «Владислав Стржельчик и Людмила Шувалова | Полёт Стрижа»
- 2013 — д/ф «Наталья Крандиевская и Алексей Толстой»
- 2014 — д/ф «Пётр Кончаловский и Ольга Сурикова»
- 2015 — д/ф «Людмила Макарова и Ефим Копелян | Старык и Люсинда»
- 2016 — д/ф «Пётр и Вера Лещенко»
- 2016 — д/ф «Донатас Банионис и Она Банёнене»
- 2016 — д/ф «Евгений Лебедев и Натэлла Товстоногова | Замужем за БДТ»
- 2016 — д/ф «Игорь Ильинский и Татьяна Битрих-Еремеева»

## Признание и награды
Александр Радов является академиком Международной академии телевидения и радио.
- Фильм о Григории Померанце и Зинаиде Миркиной получил высшую национальную награду по документалистике «Лавровая ветвь» в номинации «Лучший короткометражный фильм года».
- Фильм «Красный мак» получил диплом победителя в номинации «Научно-популярные, образовательные, просветительские фильмы и программы» на VIII Российском Телефоруме.
- Фильм «Чуковская Лидия Корнеевна. Прочерк» был выдвинут на соискание премии ТЭФИ в номинации «Телевизионный документальный фильм».